# Ariano Irpino
Ariano Irpino  är en kommun i provinsen Avellino, i regionen Kampanien. Kommunen hade 22 448 invånare (2017)) och gränsar till kommunerna Apice, Castelfranco in Miscano, Flumeri, Greci, Grottaminarda, Melito Irpino, Montecalvo Irpino, Monteleone di Puglia, Savignano Irpino, Villanova del Battista samt Zungoli.
Ariano Irpino är den näst största staden i provinsen Avellino och med sin yta på 185,52 km² är det regionens största kommun. "Irpino" går tillbaka på namnet på området Hirpinien.